# Leucauge argyrescens
Leucauge argyrescens är en spindelart som beskrevs av Benoit 1978. Leucauge argyrescens ingår i släktet Leucauge och familjen käkspindlar. Inga underarter finns listade i Catalogue of Life.